# Bandera de Rianjo
La Bandera de Rianjo (Bandeira Concello de Rianxo en gallego) es una competición anual de remo, concretamente de traineras, que se celebra en Rianjo (La Coruña) desde el año 2002, organizada por el Club de Remo Rianxo.

## Historia
Esta prueba se disputa en la Ría de Arosa y forma parte del calendario de la Liga LGT grupos A o B, dependiendo de en cual de ellos bogue la trainera de Rianxo, organizadora de la prueba, ya que la Liga LGT exige a los clubes que participan en dichas competición la organización de al menos una regata.
En la edición del año 2010, la trainera del Club de Remo Vila de Cangas fue descalificada por dejar a estribor la baliza de llegada, cuando estaba estipulado hacerlo por babor.
En el año 2020, debido a la incidencia de pandemia de COVID-19, se disputaron sendas regatas para cada uno de los grupos de la Liga LGT ya que la Bandera Princesa de Asturias, del Grupo B, fue cancelada siendo reemplazada por la Bandera de Rianjo.
La boya de salida y meta se sitúa al norte del puerto deportivo de la localidad con las calles dispuestas en dirección norte. La prueba se realiza por el sistema de tandas por calles, a cuatro largos y tres ciabogas con un recorrido de 3 millas náuticas que equivalen a 5556 metros.

## Historial
| Edición     | Año         | Ganador           | Segundo         | Tercero       |
| ----------- | ----------- | ----------------- | --------------- | ------------- |
| I           | 2002        | Rianxo - Amegrove | Tirán           | Samertolameu  |
| II          | 2003        | Rianxo            | Esteirana       | Chapela       |
| III         | 2004        | Samertolameu      | Náutico de Vigo | Amegrove      |
| IV          | 2005        | Ares              | Samertolameu    | Perillo       |
| 2006 - 2007 | 2006 - 2007 | no disputadas     | no disputadas   | no disputadas |
| V           | 2008        | Náutico de Vigo   | Samertolameu    | Mecos         |
| VI          | 2009        | Perillo           | Náutico de Vigo | Mecos         |
| VII         | 2010        | Amegrove          | Cabo de Cruz    | Mecos         |
| VIII        | 2011        | Amegrove          | Chapela         | Cabo de Cruz  |
| VIII (IX)   | 2012        | Perillo           | Mecos           | Puebla        |
| IX (X)      | 2013        | Ares              | Cabo de Cruz B  | Perillo       |
| X (XI)      | 2014        | Mecos             | Bueu            | Perillo       |
| XII         | 2015        | Mecos             | Castropol       | Rianxo        |
| XIII        | 2016        | Rianxo            | Boiro           | Mera          |
| XIV         | 2017        | Samertolameu      | Puebla          | Mecos         |
| XV          | 2018        | Samertolameu      | Ares            | Mecos         |
| XVI         | 2019        | Ares              | Tirán           | Mecos         |
| XVII        | 2020        | Tirán             | Samertolameu    | Bueu          |
| XVII        | 2020        | Puebla            | Cesantes        | Narón         |
| XVIII       | 2021        | Samertolameu      | Cabo de Cruz B  | Bueu          |
| XIX         | 2022        | Samertolameu      | Bueu            | Tirán         |
| XX          | 2023        | Ares              | Bueu            | Tirán         |

Entre los años 2012 y 2014, se produce un error en la numeración de las ediciones que se subsana en 2015. Entre paréntesis se recoge la numeración correcta.

## Palmarés
| Victorias | Club            | Años                         |
| --------- | --------------- | ---------------------------- |
| 5         | Samertolameu    | 2004, 2017, 2018, 2021, 2022 |
| 4         | Ares            | 2005, 2013, 2019, 2023       |
| 3         | Rianxo          | 2002, 2003, 2016             |
| 3         | Amegrove        | 2002, 2010, 2011             |
| 2         | Perillo         | 2009, 2012                   |
| 2         | Mecos           | 2014, 2015                   |
| 1         | Náutico de Vigo | 2008                         |
| 1         | Tirán           | 2020                         |
| 1         | Puebla          | 2020                         |